# Генеральская дочь
«Генеральская дочь» (англ. The General's Daughter) — художественный фильм 1999 года с Джоном Траволтой в главной роли. В русском прокате фильм также известен под названиями «Генеральская дочка» и «Дочь генерала».

## Сюжет
На военной базе утром находят труп молодой военнослужащей Элизабет Кэмпбелл. Кроме явных признаков насилия, особенностью убийства является необычная поза жертвы — она совершенно обнажена и распята, её руки и ноги были привязаны к стальным палаточным колышкам, вбитым в землю. Кроме того, эта девушка — дочь влиятельного и известного генерала, являющегося начальником базы.
Пол Бреннер — опытный военный, ранее он служил под руководством генерала и избежал нескольких покушений по причине своей деятельности. Когда ему доверяют расследование убийства, он считает это делом чести. Его помощник в деле — детектив Сара Санхилл, друг к другу они питают симпатию, несмотря на то, что внешне они относятся друг к другу пренебрежительно.
При осмотре вещей убитой были найдены кассеты, на которых были запечатлены её половые акты с несколькими военнослужащими военной базы. Подозрения в убийстве падают то на одного, то на другого офицера, имевшим половую связь с Элизабет. Кроме того, генерал всеми силами мешает расследованию убийства, хотя, по идее, он должен был быть заинтересован в нахождении убийцы.
В конце концов Пол и Сара узнают, что семь лет назад при обучении в Военной академии Уэст-Пойнт во время учений дочь генерала была изнасилована своими однокурсниками, при этом они распяли её на земле на стальных колышках, вбитых в землю, именно в том положении, в которой она была найдена убитой. При этом выясняется, что отец знал о преступлении, но чтобы не позорить престиж Военной академии и не опорочить идею совместного обучения, скрыл происшествие и замял дело.
Позже выясняется, что Элизабет сама попросила одного из сослуживцев привязать себя так, как она была найдена после изнасилования, чтобы напомнить отцу о былом. Отец увидел её и уехал прочь, а через несколько минут она была убита своим любовником, который воспользовался её беспомощным положением.
Убийца был найден, но осознав что его нашли, покончил жизнь самоубийством, следователи пошли на повышение, а Пол принципиально, невзирая на корпоративный армейский дух, добился привлечения отца убитой к военному трибуналу.

## В ролях
- Джон Траволта — старший уорент-офицер четвёртого класса (Chief warrant officer four) Пол Бреннер, Управление уголовного расследования армии США (USACIDC)
- Мэделин Стоу — старший уорент-офицер Сара Санхилл, Управление уголовного расследования армии США (USACIDC)
- Джеймс Кромвелл — генерал-лейтенант Джозефф Кэмпбелл
- Кларенс Уильямс — полковник Джордж Фаулер, адъютант генерал-лейтенанта Джозеффа Кэмпбелла
- Брэд Бейер — капитан Бренсфорд, помощник генерал-лейтенанта Джозеффа Кэмпбелла
- Лесли Стефансон — капитан Элизабет Кэмпбелл, Военная психология (Psychological Operations)
- Джеймс Вудс — полковник Роберт Мур, Военная психология (Psychological Operations)
- Тимоти Хаттон — полковник Уильям Кент, Военная полиция (Military police)
- Бойд Кестнер — капитан Джейк Элби
- Джон Франкенхаймер — генерал Соненберг